# Ölflecktäter
Ölflecktäter ist eine Bezeichnung für den Verantwortlichen einer nach bisherigen Erkenntnissen im April 2007 in Süddeutschland beginnenden Anschlagsserie, bei der ein Unbekannter mindestens achtmal mit Altöl befüllte grüne Wein- und klare Sektflaschen, bei welchen das Etikett entfernt wurde, kurz nacheinander vornehmlich auf kurvigen Landstraßen aus einem fahrenden Fahrzeug auf die Gegenfahrbahn warf und somit Unfälle verursachte. Hierbei kam im Frühjahr 2011 ein 37-jähriger Motorradfahrer ums Leben.
Aufgrund deutlicher Abweichungen im Modus Operandi ist nicht gesichert, ob ein Fall von Flaschenabwürfen im März 2013 nach einer zweijährigen Pause auf einer stark frequentierten Staatsstraße bei Dießen am Ammersee ebenfalls dem Täter zugerechnet werden muss. Auffällig ist, dass die Tatorte sich über zwei Bundesländer erstrecken und die Taten an Wochenenden gehäuft auftraten.
Die Ermittlungen wurden bis zum April 2016 von der Ermittlungsgruppe Ölfleck von Kempten aus geführt. Da keine direkte Einwirkung von dem Täter auf sein willkürliches Opfer vorliegt und keine unmittelbaren Augenzeugen vorhanden sind, gestalten sich die Ermittlungen schwierig, so dass die OFA (Operative Fallanalyse der Bayerischen Polizei) hinzugezogen wurde, welche von einem über 30-jährigen Einzeltäter ausgeht, der die Taten aus dem Gefühl der Machtausübung begeht, um sein geringes Selbstwertgefühl zu steigern. 
Im Rahmen der Ermittlungen wurde bei über 1400 Männern ein freiwilliger DNA-Abgleich mit einer DNA-Spur durchgeführt, die im Zusammenhang mit dem tödlichen Vorfall an den aufgefundenen Flaschenverschlüssen gefunden werden konnte. Obwohl diese DNA-Reihenuntersuchung bisher negativ verlaufen ist, ist die Spur von so guter Qualität, dass sie in der bundesweiten DNA-Datenbank eingestellt werden konnte und die Tat ggf. im Zusammenhang mit einem zukünftigen Treffer geklärt werden kann.
Für Hinweise, die zur Klärung der Tat führen, wurde von mehreren Privatpersonen sowie der Polizei eine Belohnung von insgesamt 53.000 Euro ausgesetzt.

## Dem Ölflecktäter zugeschriebene Fälle
- Karfreitag, 6. April 2007: vier Flaschen an der Sattenbeurer Kreuzung der Landesstraßen L 275 und L 283 zwischen Ingoldingen und Reichenbach bei Bad Schussenried, Landkreis Biberach: Von einer Straftat wurde zu diesem Zeitpunkt noch nicht ausgegangen.
- Sonntag, 29. April 2007: zwei Flaschen auf der Staatsstraße 2214 in Höhe Km 8,0 und 8,150: Um 17:15 Uhr wurde ein Motorradfahrer in Fahrtrichtung Rennertshofen bei Neuburg an der Donau leicht verletzt.
- Sonntag, 28. Oktober 2007: fünf Flaschen auf der Staatsstraße 2032 zwischen Hausen und Zöschlingsweiler (Gemeinde Wittislingen), Landkreis Dillingen an der Donau: Ein 30-jähriger Autofahrer wurde zwischen Schabringen und Zöschlingsweiler schwer verletzt. Drei weitere Flaschen wurden zwischen Wittislingen und Ziertheim geworfen.
- Dienstag, 30. Oktober 2007: zwölf Flaschen auf der A 92 nach der Anschlussstelle Freising Ost in Richtung Deggendorf auf 1,5 Kilometern kurz vor Mitternacht: Das Öl konnte von der Freiwilligen Feuerwehr Freising aufgenommen werden, bevor weiterer Schaden entstand.
- Samstag, 12. April 2008 / Sonntag, 13. April 2008: 19 Flaschen bei Beuron im Donautal aus Richtung Leibertingen auf den Kreisstraßen K 8217 und K 8278 sowie auf der Landesstraße L 277 kurz nach Mitternacht: Die Ölflecken konnten auf der vor allem von Motorradfahrern befahrenen Strecke entfernt werden, noch bevor es zu einem Unfall kam.
- Montag, 21. Dezember 2009: circa fünf Flaschen auf der Staatsstraße 2212 von Höchstädt Richtung Binswangen: Es gab keine negativen Folgen.
- Sonntag, 21. März 2010: eine unbekannte Anzahl von Flaschen auf den Kreisstraßen K 7418 und K 7515 sowie auf der Landesstraße L 1268 zwischen Regglisweiler und Orsenhausen. Es wurden an drei Stellen Ölflecken entdeckt.
- Palmsonntag, 17. April 2011: neun Flaschen auf der Staatsstraße 2013 zwischen Ottobeuren und Markt Rettenbach: Ein 37-jähriger Motorradfahrer rutschte auf einem Ölfleck in den entgegenkommenden Verkehr und kam ums Leben. Es wurden auf einer Strecke von Erkheim (erste Flasche), zwischen Attenhausen und Frechenrieden (zweite Flasche), auf einer Nebenstrecke zwischen Frechenrieden und Markt Rettenbach zweimal je drei Flaschen hintereinander, wobei die letzte Flasche den tödlichen Unfall verursachte, und bei Ronsberg eine letzte der neun zerbrochenen Flaschen gefunden. An einer Flasche konnten Reste von DNA gefunden werden.